# كيث بوسلي
كيث بوسلي (بالإنجليزية: Keith Bosley)‏ هو مترجم وشاعر بريطاني، ولد في 1937 في بورن اند في المملكة المتحدة، وتوفي في 24 يونيو 2018.

## وصلات خارجية
- كيث بوسلي على موقع ميوزك برينز (الإنجليزية)
- كيث بوسلي على موقع ديسكوغز (الإنجليزية)